# Resolució 1453 del Consell de Seguretat de les Nacions Unides
La Resolució 1453 del Consell de Seguretat de les Nacions Unides fou adoptada per unanimitat el 24 de desembre de 2002. Després de reafirmar totes les resolucions sobre la situació a Afganistan, el Consell va aprovar la "Declaració de Kabul sobre bones relacions" signada pel govern de l'Afganistan. i sis països veïns el 22 de desembre de 2002.
El Consell de Seguretat va reafirmar el seu compromís amb la sobirania, la integritat territorial, la independència i la unitat de l'Afganistan i va reconèixer a l'Administració de Transició Afganesa com a govern legítim fins a les eleccions previstes de 2004. També va destacar el suport a la implementació de l'acord de Bonn i l'assistència a l'Administració de Transició.
La resolució es congratula per la signatura de la Declaració de Kabul sobre les bones relacions entre Afganistan, Xina, Iran, Pakistan, Tadjikistan, Turkmenistan i l'Uzbekistan i va demanar a tots els estats que respectessin i implementessin l'acord. Finalment, es va demanar al secretari general Kofi Annan que informés sobre l'aplicació de l'acord en els seus informes sobre Afganistan.
La Declaració de Kabul sobre les bones relacions va destacar el benestar del poble afganès, la pau i l'estabilitat regionals, el compromís de derrotar el terrorisme, l'extremisme i el tràfic de drogues il·legals i la no ingerència en els afers interns.